# Grégoire Solotareff
 (février 2019).
Grégoire Solotareff, né le 18 août 1953 à Alexandrie, en Égypte, est un dessinateur et plasticien français.

## Biographie

### Jeunesse
Fils du médecin et critique d'art d'origine libanaise Henri El-Kayem (1912-2000) et de l'illustratrice d'origine russe Olga Solotareff, connue sous le nom français d'Olga Lecaye, Grégoire Solotareff est le cadet d'une fratrie de quatre enfants, de laquelle l'illustratrice Nadjaainsi que l'écrivain et producteur Alexis Lecaye, sont également issus.  
Grégoire Solotareff vit ses premières années en Égypte. Il quitte Alexandrie en 1956 pour le Liban. En 1960, sa famille s'installe en France. 
L'enfance de Grégoire Solotareff se déroule dans une grande liberté d'expression artistique ; scolarisé à douze ans, le dessin et la création sont très présents dans son quotidien. Il fera pourtant des études de médecine et exercera ce métier pendant sept ans, de 1978 à 1985.

### Carrière
La carrière de dessinateur de Grégoire Solotareff commence en 1985 aux éditions Hatier. Parait, en parallèle, à L'École des loisirs, la série Monsieur l'Ogre, qui marque le début d'une longue collaboration avec une importante maison d'édition française de livres pour la jeunesse.  
La série Loulou, publiée en 1989, est un tournant dans sa carrière ; cette amitié entre un loup et un lapin inaugure un nouveau travail graphique : des couleurs vives et de grands aplats de couleur cernés de noir. Vendu à plus d'un million d'exemplaires et traduit en plusieurs langues, Loulou est adapté en film en 2003 avec Loulou et Autres Loups. Loulou, l'Incroyable Secret et reçoit le César 2014 du meilleur long-métrage d'animation.

### Famille
Grégoire Solotareff est le compagnon de Kimiko, également illustratrice jeunesse.
Son neveu, Raphaël Fejtö, est auteur-illustrateur de livres pour enfants.

## Influences
Les auteurs et dessinateurs qui ont influencé son travail vont de Jean de La Fontaine à Jean de Brunhoff  en passant par Alain Le Saux et Tomi Ungerer.  
D'un point de vue plastique, il s'inspire des travaux de Paul Gauguin, Henri Matisse, Vincent van Gogh, Pablo Picasso, Pieter Brueghel, James Ensor, Antoine-Louis Barye et Jérôme Bosch, Constantin Brancusi ou encore Henry Moore.
Le travail de Grégoire Solotareff est influencé par le thème du bestiaire, notamment égyptien, ainsi que par le travail de grands animaliers tel que Gustave Doré.

## Travail artistique

### Livres de jeunesse
Grégoire Solotareff est l'auteur de plus de 150 livres pour enfants, édités essentiellement à l'École des Loisirs.  
Depuis 1994, il dirige la collection « Loulou & Cie » au sein de L'École des loisirs. Il partage son temps entre publication de livres, édition et recherche personnelle (dessin, photographie, design et sculpture), principalement sur le sujet du bestiaire, imaginaire plus que réaliste.

### Travail plastique et sculptures
Le travail plastique de Grégoire Solotareff est resté confidentiel jusqu'en 2014 : pour la première fois, il révèle cette partie très personnelle de son œuvre lors de l'exposition « Animal » au Quai d'Angers ; elle sera ensuite transférée à L'Abbaye de Fontevraud,.
À travers ses réalisations, l'artiste est à la recherche de formes simples, sans détails, que l'on peut considérer comme archaïques. Cette caractéristique est encore plus présente dans son travail sur le corps féminin, grandement influencé par l'image d'une Vénus préhistorique et un désir d'appropriation des formes. Ses outils techniques vont de l'argile rouge à la résine, en passant par le métal et le bois.

### Dessins et peintures
Le dessin de Grégoire Solotareff lui sert notamment dans son travail de recherche. Il adopte des styles très différents, allant du réalisme à l'abstraction, en passant par l'expressionnisme. La plupart de ses dessins et peintures sont réalisés à l'encre, à l'huile, à l'acrylique et à l'aquarelle. Son travail de recherche est marqué par l'utilisation du noir et du blanc, avec quelques rehauts de couleurs primaires.

### Photographie
Son travail photographique est orienté par un désir de simplification des formes. Les sujets photographiés vont du nu aux natures mortes en passant par le paysage et les arbres, avec une volonté marquée de rapprocher les formes animales, humaines et végétales. Ses photographies sont majoritairement des Polaroïds et ont fait l'objet de l'exposition Monogatari au Musée d'Art moderne de Gunma au Japon en 2012.

### Filmographie
Loulou, paru en 1989, est adapté en 2003, sous forme d'un moyen-métrage d'animation de 56 minutes, sous le titre Loulou et les autres loups, réalisé par Serge Elissalde, sur un scénario de Grégoire Solotareff et Jean-Luc Fromental, et sur une musique de Sanseverino.
Il sera suivi en 2006 d'un long-métrage d'animation, U, que Grégoire Solotareff écrit et coréalise avec le même réalisateur, Serge Elissalde. U aborde le thème de l'adolescence et de l'émancipation à travers des personnages animés par les voix de Vahina Giocante, Isild Le Besco et Bernadette Lafont, sur une musique et une interprétation de Sanseverino.
Le film d'animation Loulou, l'incroyable secret, sorti en 2013, est l'adaptation d'un scénario de Grégoire Solotareff et Jean-Luc Fromental réalisée par Éric Omond . Le film obtient le César du meilleur film d'animation aux César 2014.

### Théâtre
En 2012, il écrit la pièce Isabelle et la Bête, montée au MC2 de Grenoble et mise en scène par Véronique Bellegardeavec des décors dessinés par Grégoire Solotareff.

### Urbanisme

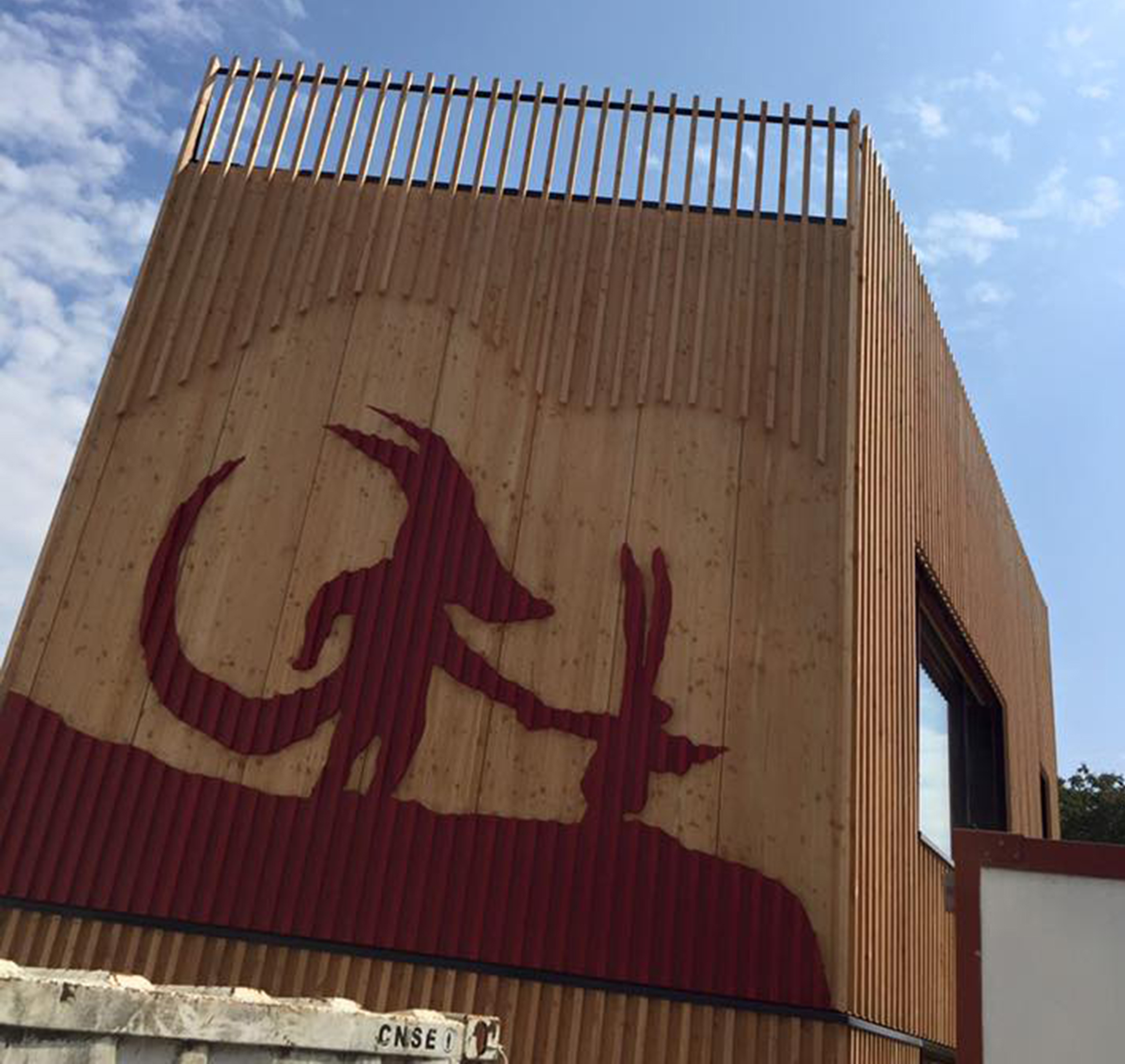
Loulou de Solotareff sur la façade d'une école d'Epinay-Sur-Seine.

Depuis mai 2016, Loulou a été reproduit sur le pignon de l’école Victor Schœlcher d'Epinay-Sur-Seine, avenue de Lattre-de-Tassigny. Grégoire Solotareff a signé un dessin avec ses deux personnages historiques, Loulou qui tient par la main son ami le lapin.

### Dessins de presse
De 2015 à 2016, Grégoire Solotareff est un contributeur régulier des pages du Huffington Post dans lequel on retrouve quotidiennement ses dessins d'humeur.

## Prix et distinctions

### Distinctions
- 1987 : Prix Bernard Versele en Belgique pour Théo et Balthazar au pays des crocodiles
- 1988 : Sélection 1000 jeunes lecteurs (catégorie Livrimages) pour Ne m'appelez plus jamais "Mon petit lapin"
- 1988 : (international) « Honour List »[18] de l' IBBY pour Ne m'appelez plus jamais "Mon petit lapin"
- 1989 : Rennes d'Or d'Avoriaz pour La Grande Histoire de Théo et Balthazar
- 1992 : Prix Sorcières (catégorie tout-petits) pour Les bêtises de bébé ours
- 1992 : Prix de Montreuil
- 1993 : Premier Prix Graphique enfants de la Foire du livre de jeunesse de Bologne[19] (Italie) pour Le Dictionnaire du Père Noël
- 1993 : Prix Bernard Versele en Belgique pour Le chien qui disait non
- 1993 : Prix du livre de l'année de la communauté française de Belgique et Prix du livre d'art pour enfants pour la ville de Marseille pour Petit Musée avec Alain Le Saux
- 1994 : "Mention" Prix Graphique enfants de la Foire du livre de jeunesse de Bologne[20] (Italie) pour Petit Musée avec Alain Le Saux
- 1998 : Prix Livres Élus du Puy-en-Velay (catégorie 10-12 ans) pour Ma sorcière, Mon ange et moi
- 2014 : César 2014 du meilleur long-métrage d'animation pour Loulou, l'incroyable secret

### Décoration
- Chevalier de l'ordre des Arts et des Lettres 2014[21]

## Ouvrages
Grégoire Solotareff est un auteur très prolifique. La liste indiquée ci-dessous n'est pas exhaustive. Pour une bibliographie plus complète, voir le site du Centre national de la littérature pour la jeunesse (BNF).
- 1985 : 
  - Qui flotte ?, Qui nage ?, Qui roule ?, Qui vole ?, Hatier (Hibou-caribou)
  - Théo et Balthazar au pays des crocodiles, Hatier
  - Théo et Balthazar dans l'île du père Noël, Hatier
- 1986 :  Monsieur l'Ogre et la rainette, L'École des loisirs
- 1987 : Ne m'appelez plus jamais « Mon Petit Lapin », L'École des loisirs
- 1988 : Kiki à la mer, L'École des loisirs.
- 1989 : 
  - Loulou, album, éditions L'École des loisirs
  - Mitch, illustré par Nadja, L'École des Loisirs
  - Le petit chaperon vert, illustré par Nadja, L'École des Loisirs, collection Renardeau
- 1990 : 
  - Mathieu, L'École des loisirs
  - Le Chien qui disait non, illustré par Nadja, L'École des Loisirs (Renardeau)
- 1991 : 
  - Bébé ours à l'école, Hatier
  - Le Voleur de jouets, illustré par Nadja, L'École des Loisirs
- 1993 : Le Diable des rochers, L'École des loisirs
- 1994 : Un Jour, un loup : histoires d'amis, histoires d'amour, L'École des loisirs
- 1995 : Adrien, L'École des loisirs / Loulou et compagnie
- 1996 :  Toi grand et moi petit, L'École des loisirs
- 1997 : Un Chat est un chat, L'École des loisirs
- 1998 : 
  -  Toute seule, L'École des loisirs
  - L'Invitation, illustré par Olga Lecaye, L'École des loisirs
- 1999 : Trois sorcières, album LP, L'École des loisirs
- 2000 : Le Lapin à roulettes, L'École des loisirs
- 2001 : Contes d'été, L'École des loisirs
- 2002 : 
  - Je suis perdu, illustré par Olga Lecaye, L'École des loisirs
  - Comment Benjamin est tombé amoureux, illustré par Nadja, L'École des Loisirs
- 2003 : Non mais ça va pas !, L'École des Loisirs
- 2004 : Toi grand et moi petit, l'École des loisirs
- 2005 : Le Roi crocodile, L'École des Loisirs
- 2006 : U, L'École des Loisirs
- 2007 :  Adam et Eve, l'École des loisirs
- 2010 : Loulou plus fort que le loup, album LP, L'École des loisirs
- 2011 : Loulou à l'école des loups, L'École des loisirs
- 2012 : César, L'École des Loisirs
- 2013 : 
  - Méchant petit prince, L'École des Loisirs
  - Loulou, l'incroyable secret - avec Jean-Luc Fromental (Rue de Sèvres)
- 2014 : 
  - Carnet de visite Fontevraud 2014, Les Carnets de Visite (collection dirigée par Xavier Kawa-Topor), Abbaye de Fontevraud
  - Couleurs, L'École des Loisirs
  - Le Chat rouge, L'École des Loisirs
- 2015 : 
  - Blanche Neige et Grise Pluie, illustré par Nadja, L'École des Loisirs
  - Loulou à colorier, L'École des Loisirs